# Ernst Otto Marti
Ernst Otto Marti (* 12. September 1903 in St. Gallen; † 15. Januar 1979 in Wetzikon/Kanton Thurgau) war ein Schweizer Schriftsteller.

## Leben
Ernst Otto Marti wirkte als Primarschullehrer in Marbach/Kanton St. Gallen und in Aathal/Kanton Zürich als Lehrer im Erziehungsheim Pestolozzihaus Schönenwerd-Aathal. Daneben verfasste er Romane, Erzählungen und Gedichte. Martis erzählende Werke gehören meist dem Genre des Heimatromans an und sind häufig in den Schweizer Alpen angesiedelt.

## Werke
- Die Hirtin von Binna, Berlin 1936
- Der Bergführer Jöri Madji, Stuttgart 1937
- Die Straße nach Tschamutt, Rorschach 1937
- Die Bäuerin vom Schwendital, Zürich 1938
- Menschen am Berge, Stuttgart [u. a.] 1939
- Wege und Herzen, Stuttgart [u. a.] 1941
- Balduin Rittlers Heimkehr, Stuttgart [u. a.] 1942
- Das neue alte Geschlecht, Zürich 1944
- Gedichte, Olten 1951
- Wilde Mahd, Zürich 1951
- Meister Hannes Grabher, Berlin [u. a.] 1953
- Die Brücken von Val Mirèr, Zürich 1953
- Luxemburgische Lyrik, Olten 1954
- Das gleitende Dorf, Wetzikon [u. a.] 1955
- Wolken über Wald und Menschen, Wetzikon 1956
- Der flammende Berg, Zürich 1959
- Am Rande der Welt, Zürich 1963
- Sommer in Graubünden, Zürich 1976

## Herausgeberschaft
- Aus Dämmer und Tag, Bern [u. a.] 1955

## Übersetzungen
- Laozi: Tao-te-king, Zürich 1977